# Адренархе
Адренархе (лат. adrenarche) — стадия раннего полового созревания у некоторых высших приматов, которая обычно встречается у людей в возрасте 10-12 лет и отвечает за появление таких признаков как лобковые волосы, запах тела, выделение кожного жира и угри. При адренархе кора надпочечников выделяет повышенный уровень андрогенов, таких как DHEA и DHEAS, но без увеличения уровня кортизола. Адренархе является результатом развития новой зоны коры надпочечников. Адренархе — процесс, связанный с половым созреванием, но отличный от гипоталамо-гипофизарно-гонадного созревания и функции.

## Распространённость у животных
Адренархе встречается у небольшого числа приматов, и только шимпанзе и горилла показывают картину развития адренархе, сходную с людьми.

## Роль в период полового созревания
Инициатор адренархе пока не установлен. Исследователи безуспешно пытались идентифицировать новый пептид гипофиза, который был назван «гормоном, стимулирующим андроген надпочечников». Другие предположили, что созревание надпочечников — это постепенный процесс, присущий надпочечникам, который не имеет четкого триггера. Третье направление исследований — изучение возможной связи с массой тела плода или ребенка и соответствующей связью с инсулином и лептином. Многие недоношенные и дистрофичные дети имеют более раннее начало адренархе, что повышает вероятность того, что время адренархе может зависеть от физиологического программирования в младенчестве. Адренархе также возникает преждевременно у многих детей с избыточным весом, что указывает на возможную связь с массой тела или связью с ожирением. 
Основными физическими последствиями адренархе являются андрогенные эффекты, особенно лобковые волосы (при которых 2-я стадия Таннера становится 3-й стадией Таннера) и изменение состава пота, вызывающее запах тела взрослого человека. Может возникнуть повышенная жирность кожи и волос и легкие прыщи. У большинства мальчиков эти изменения неотличимы от ранних эффектов тестостерона в яичках, возникающих в начале полового созревания гонад. 
У девочек адренархе также  вызывает большинство ранних андрогенных изменений полового созревания: волосы на лобке, запах тела, жирность кожи и прыщи. У большинства девочек первые эффекты андрогенов совпадают или проявляются через несколько месяцев после первых эстрогенных эффектов полового созревания гонад (развитие груди и ускорение роста). По мере развития полового созревания у женщин яичники и периферические ткани становятся более важными источниками андрогенов. Родители и многие врачи часто делают вывод (ошибочно) о наступлении полового созревания по первому появлению лобковых волос (называемых пубархе). Однако независимость адренархе и полового созревания гонад очевидна у детей с атипичным или ненормальным развитием, когда один процесс может происходить без другого. Например, адренархе не возникает у многих девочек с болезнью Аддисона, у которых по мере полового созревания будет оставаться минимальное количество волос на лобке. И наоборот, у девочек с синдромом Тернера будет нормальный адренархе и нормальное развитие лобковых волос, но истинное половое созревание гонад никогда не наступает из-за дефекта их яичников.

## Преждевременное развитие
Преждевременный адренархе - наиболее частая причина раннего появления лобковых волос в детстве. У значительной части детей это вариант нормального развития, не требующий лечения. Однако есть три клинических проблемы, связанных с  этим:
Во-первых, когда волосы на лобке появляются у ребенка в необычно раннем возрасте, преждевременный адренархе следует отличать от истинного центрального преждевременного полового созревания, от врожденной гиперплазии надпочечников и от андрогенных опухолей надпочечников или гонад. Детские эндокринологи делают это, демонстрируя повышенные уровни DHEA-S и других надпочечников, а также уровни гонадотропинов и гонадных половых стероидов в препубертатном периоде. 
Во-вторых, есть некоторые свидетельства того, что преждевременный адренархе может указывать на нарушение внутриутробной среды и роста. Как было сказано выше, преждевременный адренархе чаще возникает у детей с задержкой внутриутробного развития и у детей с избыточным весом. Некоторые из этих исследований показали, что у некоторых девочек с преждевременным адренархе может наблюдаться повышенный уровень андрогенов в подростковом возрасте. Это может привести к гирсутизму или нарушениям менструального цикла из-за ановуляции, что называется синдромом поликистозных яичников. 
В-третьих, по крайней мере, в одном отчете было обнаружено увеличение случаев поведенческих и школьных проблем в группе детей с преждевременным надпочечником по сравнению с аналогичной контрольной группой. На сегодняшний день такая взаимосвязь не подтверждена и не объяснена.